# Hans Lenz (Politiker, 1873)
Hans Lenz (* 9. Juli 1873 in Schönering, bei Wilhering; † 25. Februar 1953 in Wien) war ein österreichischer Politiker der Sozialdemokratischen Arbeiterpartei (SdP).

## Ausbildung und Beruf
Nach dem Besuch der Volks- und Bürgerschule wurde er Kassenbeamter und später Leiter der Bezirkskrankenkasse in Böhmzeil bei Gmünd.

## Politische Funktionen
- Bezirksvertrauensmann der SdP

## Politische Mandate
- 4. März 1919 bis 9. November 1920: Mitglied der Konstituierenden Nationalversammlung, SdP
- 10. November 1920 bis 18. Mai 1927: Mitglied des Nationalrates (I. und II. Gesetzgebungsperiode), SdP